# Новая искренность
Но́вая и́скренность (англ. New Sincerity) — движение в искусстве, культуре и философии, направленное на уход от принципов постмодернистской иронии и цинизма, и выдвижение искренности в качестве основного мотива. Иными словами, это возвращение к темам гуманистической и экзистенциальной проблематики, при сохранении некоторых черт постмодернистских произведений. Термин схож по значению с постпостмодернизмом и метамодернизмом и часто используется как их синоним.
Термин появился в середине 1980-х годов, но большое распространение получил только в 1990-х благодаря американскому писателю Дэвиду Фостеру Уоллесу.

## Происхождение и суть термина
Термин использовался ещё в середине 1980-х — начале 1990-х годов советским поэтом и художником Дмитрием Приговым и философом Михаилом Эпштейном как антитеза нарастающей абсурдности поздней советской и постсоветской культуры. Абсурдность в данном случае понималась как разрыв между бытийным пониманием вещей и их официальной идеологической интерпретацией.
Постконцептуализм, или новая искренность, — опыт использования «падших», омертвелых языков с любовью к ним, с чистым воодушевлением, как бы преодолевающим полосу отчуждения <…> лирическое задание восстанавливается на антилирическом материале — отбросах идеологической кухни, блуждающих разговорных клише, элементах иностранной лексики… — М. Эпштейн 
Пригов же говорит о возвращении к «традиционно сложившемуся лирико-исповедальному дискурсу», к проблемам «человека неисключительного в неисключительном состоянии».

В американской культуре появление схожих концепций связано с именем писателя Дэвида Фостера Уоллеса. В своём эссе «E Unibus Pluram: Телевидение и литература США» (1993 г.) Уоллес, размышляя о преобладании осознанной иронии в современной американской беллетристике, предсказал появление нового литературного движения, во многом разделяющего позиции новой искренности.
Следующими литературными «бунтарями» вполне может стать странная кучка анти-бунтарей <…> которые осмелятся отойти от ироничного взгляда <…> поддержать и реализовать принципы однозначности. Осмелятся обратиться к обычным, давнишним, немодным проблемам американцев. <…> Они рискуют быть обвинёнными в сентиментальности, мелодрамности. В чрезмерной доверчивости. В мягкости… — Д. Ф. Уоллес

## В кинокритике
Критик Джим Коллинс впервые применил термин «новая искренность» в своём эссе «Универсальность в 1990-х: эклектичная ирония и новая искренность». В работе он противопоставляет фильмы, которые относятся к жанровым традициям с «эклектической иронией», и фильмы, делающие это серьёзно, руководствуясь принципами новой искренности.
…«новая искренность» таких фильмов, как «Поле чудес» (1989 г.), «Танцующий с волками» (1990 г.), и «Капитан Крюк» (1990 г.), состоит не в скрещивании жанров, а в «этнографическом» преобразовании классического жанрового кино, вдохновляющего их, в попытке тем или иным образом найти потерянную «чистоту», которая, по всей видимости, существовала ещё до Золотой эры кино. — Д. Коллинс
Критики использовали термин «новая искренность» для описания работ разных американских режиссёров: Уэса Андерсона, Пола Томаса Андерсона, Софии Копполы, Чарли Кауфмана, Зака Браффа, Джареда и Джеруши Хесс; а также режиссёров из других стран: Мишеля Гондри, Ларса Фон Триера, движения Догма 95, Аки Каурисмяки, Педро Альмодовара.

## В литературе и литературной критике
В американской литературе основателем направления новой искренности является Дэвид Фостер Уоллес, первым заговоривший о ней в своей эссеистике. 
Теория в следующем: «Бесконечная шутка» — это попытка Уоллеса одновременно провозгласить и продемонстрировать революционный стиль в литературе, к которому он призывал в эссе «E Unibus Pluram: Телевидение и литература США». В этом стиле новая искренность должна свергнуть ироничное отчуждение, опустошившее современную литературу конца XX века. Уоллес пытался создать противоядие от цинизма, который пропитал и омрачил огромную часть американской культуры при его жизни. Он пытался создать развлекательное произведение, которое бы снова заставило нас говорить. — Fiction Advocate
Адам Келли в эссе «Дэвид Фостер Уоллес и новая искренность в американской литературе» пишет, что творчество Уоллеса и других писателей его поколения возрождает и теоретически переосмысляет искренность, перемещая акцент на подлинность мыслей и идей. Такие авторы, как Джонатан Франзен, Зэди Смит, Майкл Шейбон и другие, также были отнесены к направлению новой искренности.
В современной русской литературе принципы новой искренности противопоставляются не советской культуре, а установкам постмодернизма. С новой искренностью принято связывать, в частности, поэзию Дмитрия Воденникова — однако, как отмечает Михаил Айзенберг, след концептуализма и влияние Д. А. Пригова в поэзии Воденникова сохраняется.

## В философии
Термин «новая искренность» также иногда используется для обозначения философской концепции, вытекающей из основных принципов постпостмодернизма. Рассматривается как одна из ключевых черт метамодернизма. К другим связанным направлениям можно отнести движение «Новые пуритане», стакизм, движение китча.

## На телевидении
Дэвид Фостер Уоллес в эссе «E Unibus Pluram: Телевидение и литература США» утверждает, что ироничность и цинизм современного американского телевидения оказывают негативное влияние на сознание зрителя. Постмодернистская ирония раскрывает поверхностность и непостоянство многих вещей, однако при этом не формирует новых аргументов и выводов. 
Ирония раскрывает разницу между тем, что было сказано и тем, что подразумевалось, между тем, чем вещи хотят казаться и тем, чем они действительно являются. Таким образом художники стремятся обнаружить и раскрыть лицемерие <…> Но ирония сама по себе бесполезна, когда нужно найти что-то на замену раскрытому обману… — Д. Ф. Уоллес 
По мнению Уоллеса, новая искренность призвана заполнить образовавшуюся пустоту, вернувшись к «принципам однозначности», к поиску ответов и смысла.

## В музыке
В конце 1980-х годов термин «новая искренность» использовался журналистами для описания нескольких групп альтернативного рока из американского города Остин, штат Техас. Их творчество ставилось в противовес таким популярным в то время жанрам, как панк рок и новая волна. Самой успешной группой направления стали The Reivers. В период с 1985 по 1991 год они выпустили четыре альбома, каждый из которых получил хорошие отзывы критиков. К другим группам «новой искренности» также относятся True Believers, Doctors Mob, Wild Seeds, Glass Eye, а также автор-исполнитель Дэниэл Джонстон.
Несмотря на активное внимание со стороны СМИ (статья в журнале Rolling Stone, сюжет в передаче на телеканале MTV), ни одна из групп «новой искренности» не добилась коммерческого успеха, поэтому направление через несколько лет прекратило своё существование.
В разное время журналисты называли «новой искренностью» творчество таких исполнителей, как Arcade Fire, Конор Оберст, Cat Power, Neutral Milk Hotel, Суфьян Стивенс и многих других.

## Критика
Адам Келли, профессор Йоркского университета, в своём эссе «Дэвид Фостер Уоллес и новая искренность в американской литературе» (2010 г.), пишет о том, что несмотря на возвращение писателей новой искренности к идеалам честности и открытости, они не могут в силу особенностей современного общества использовать старые формы повествования. Необходимо понимание и использование постмодернистского опыта, в противном случае такая литература окажется безнадёжно устаревшей. Он приводит слова Уоллеса в качестве примера: 
Уоллес чётко дал понять, что о возвращении к точно такой же искренности, как у Достоевского, речи быть не может. В одном из своих последних интервью он говорил, что такие понятия как «моральный» и «этичный» <…> подходили для использования во времена Достоевского или европейского романтизма, однако для тех, кто живёт в эпоху телевидения они слишком тяжелы и не удобны. Уоллес считал, что возвращение к искренности должно сочетаться с изучением постмодернистской литературы, чтобы должным образом учесть влияние современных медиа, в частности телевидения и рекламы. — А. Келли

Журналист Джонатан Д. Фицджеральд в книге «Not Your Mother’s Morals» (2012 г.) высказывает мнение, что новая искренность по-настоящему стала набирать силу только после начала 2000-х. Он утверждает, что новая искренность позволила массовой культуре вновь обратиться к вопросам морали:
Несмотря на то что новая искренность существует уже давно, её полный расцвет начался только после начала нового столетия. С того момента мы стали жить в редкое время, когда в массовой культуре принципы иронического отрицания и цинизма отступили и породили дух искренности и подлинности. <…> Новая искренность <…> делает возможным появление новой морали. Она дает основу для развития творчества деятелям массовой культуры. <…> они преподают нам уроки о самых важных аспектах жизни, об отношении к Богу, семье и родине. — Д. Д. Фицджеральд